# 3560 Chenqian
3560 Chenqian è un asteroide della fascia principale del diametro medio di circa 29,92 km. Scoperto nel 1980, presenta un'orbita caratterizzata da un semiasse maggiore pari a 3,0188100 UA e da un'eccentricità di 0,1144360, inclinata di 9,27510° rispetto all'eclittica.